# Hermann Riess
Hermann Samuel Riess (auch Rieß; * 7. September 1914 in Stuttgart; † 18. August 1990 ebenda) war ein deutscher evangelisch-lutherischer Geistlicher und Theologe. Er amtierte von 1962 bis 1969 als Prälat in Ulm und von 1969 bis 1990 in Stuttgart.

## Leben
Riess war ein Sohn des Pfarrers Hermann Riess. Er durchlief zwischen 1929 und 1933 die Evangelischen Seminare Maulbronn und Blaubeuren und begann nach dem Abitur 1933 sein Theologiestudium an der Eberhard Karls Universität Tübingen. Zugleich trat er in die SA ein, wurde aber 1936, während eines Gastsemesters an der Universität Rostock wegen seiner zunehmenden oppositionellen Haltung aus der SA ausgeschlossen. Seit 1934 war er Mitglied der Studentenverbindung Luginsland Tübingen. Nach dem ersten theologischen Examen in Tübingen und der Ordination 1939 begann er sein Vikariat, wurde aber bald zum Wehrdienst eingezogen. Während des Kriegs gegen die Sowjetunion 1942 schwer verwundet, konnte er nach Deutschland zurückkehren und 1943 sein zweites theologisches Examen ablegen. Anschließend wurde er zum Pfarrverweser in Rötenberg bestellt, bald aber wieder eingezogen. Erst nach der Rückkehr aus der Kriegsgefangenschaft konnte er im November 1945 sein Pfarramt wieder aufnehmen.
1947 erhielt er eine Stelle als Repetent am Evangelischen Stift in Tübingen, übernahm aber schon im nächsten Jahr die Leitung der Männerarbeit der Evangelischen Landeskirche in Württemberg. Sein Dienstsitz war Stuttgart, wo er auch federführend für die Organisation des Evangelischen Kirchentages von 1952 zuständig war. Von 1957 bis 1962 wirkte er als erster Pfarrer der neu gegründeten Kirchengemeinde Korntal. 1962 wurde er zum  Prälaten (Regionalbischof) der Prälatur Ulm gewählt und übernahm im selben Jahr den Vorsitz der Hauptgruppe des Gustav-Adolf-Werks seiner Landeskirche. 1969 wechselte er in die Leitung der Prälatur Stuttgart, die er bis zu seinem Ruhestand 1980 innehatte. Von 1979 bis 1988 war er zudem Präsident des Gustav-Adolf-Werkes der Evangelischen Kirche in Deutschland.
Neben seinem Einsatz für das Gustav-Adolf-Werk war Riess in weiteren Ehrenämtern tätig, so 1954–1962 als Mitglied der württembergischen Landessynode und 1965–1989 als Vorsitzender des Verwaltungsrates der Evangelischen Diakonissenschwesternschaft Herrenberg. Daneben verfasste er Auslegungen neutestamentlicher Schriften für Laien. Als Mitglied im Präsidium des Deutschen Evangelischen Kirchentages (1964–1983) bemühte er sich um eine Vermittlung mit der Bekenntnisbewegung Kein anderes Evangelium.

## Schriften (Auswahl)
- Der Philemon-, Titus- und 2. Timotheusbrief. Kreuz, Stuttgart 1956.
- Die beiden Thessalonicherbriefe. Quell, Stuttgart 1960.
- (als Herausgeber:) In der Liebe lebt Hoffnung. 150 Jahre Gustav-Adolf-Werk. Verlag des Gustav-Adolf-Werkes, Kassel 1982.